# شمشیر آمازون
شمشیر آمازون یا اکینودوروس که معمولاً به عنوان بارهد نیز شناخته می‌شود، سرده‌ای از گیاهان از خانواده قاشق واشیان و بومی نیمکره غربی از مرکز ایالات متحده تا آرژانتین است.
نام علمی آن از واژه یونانی باستان echius به معنای «پوسته خشن» و doros به معنای «بطری چرمی» مشتق شده‌است که اشاره به تخمدان‌هایی دارد که در برخی از گونه‌ها به سبک‌های پایدار مسلح می‌شوند و سر میوه خاردار را تشکیل می‌دهند. برخی از گونه‌ها معمولاً در زیستگاه‌های آبزی مصنوعی کشت می‌شوند.